# بريتاني كلاين
بريتاني كلاين (بالإنجليزية: Brittany Klein)‏ (29 أكتوبر 1986 بأركاديا في الولايات المتحدة - ) هي لاعبة كرة قدم أمريكية في مركز الوسط. لعبت مع شيكاغو رد ستارز وWashington Freedom (soccer) ‏ وPali Blues ‏.

## وصلات خارجية
- بريتاني كلاين على موقع Soccerway.com (الإنجليزية)